# To Carry a Stone
To Carry A Stone è il secondo EP del gruppo musicale sludge metal Thou, pubblicato nel luglio del 2008.

## Tracce
1. They Stretch Out Their Hands – 5:24
2. The Road of Many Names – 5:16

## Formazione
- Bryan Funck – voce
- Andy Gibbs – chitarra
- Matthew Thudium – chitarra
- Mitch Wells –  basso
- Terry Gulino – batteria